# Campylopus fuscocroceus
Campylopus fuscocroceus är en bladmossart som beskrevs av Georg Friedrich von Jaeger 1880. Campylopus fuscocroceus ingår i släktet nervmossor, och familjen Dicranaceae. Inga underarter finns listade i Catalogue of Life.